# Lövestads kyrka
Lövestads kyrka är en kyrkobyggnad i Lövestadby. Den tillhör Lövestads församling i Lunds stift.

## Kyrkobyggnaden
I kyrkbyn en kilometer från Lövestad samhälle ligger Lövestad kyrka. På den platsen har det funnits kyrka sedan 1100-talet. Lövestad kyrka stod färdig 1856 efter två års byggtid. Professor Carl Georg Brunius ritade förslaget till kyrka redan 1847. Stilen är nyromansk och har den för Brunius så typiska T-formade grundplanen.
Kyrkomurarna är av gråsten och gavlarna av tegel. Både ut- och invändigt är väggarna putsade och vitkalkade. Taket är ett så kallat kassettak.
Kyrkans är 39 meter lång, 29 meter bred och tornets höjd är 23 meter. Kyrkan rymmer cirka 450 personer.
Församlingens dåvarande kyrkoherde prosten N J Quiding var drivande i arbetet med den nya kyrkan. Byggmästare M Cederholm var den förste byggmästare i projektet. Efter dennes död övertogs arbetet av verkgesällen Björklund. Så småningom blev man tvungen att anlita ytterligare en entreprenör, nämligen byggmästare Malmgren från Sölvesborg. Under dennes ledning kunde kyrkobygget slutföras. Brunius kom till Lövestad för slutbesiktning i maj 1856.

## Inventarier
Dopfunten är från 1938 och gjord i sandsten. Den runda cuppan har en textbård upptill och en kraftig repstav nedtill.
Själva dopskålen är ett arbete i driven mässing med den för tiden så typiska punsade textraden och med Adam och Eva i centrum. Skålen kan dateras till senare delen av 1500-talet och troligen gjord i Nürnberg. Den skänktes till Lövestad kyrka 1613 vilket kan utläsas av den text som finns på brättet: PEDER. MORTTENS∅NV. RV. GAF. DETTE. BECKEN. TIL. LÖWESTED. KIRKE. UDI. FUNTEN. ANNO. 1613.
Nattvardskalken är tillverkad av guldsmeden Jörgen Hansen (Bandel) i Åhus 1806. Den är i förgyllt silver och rikt ornerad. Ett krucifix är nitat på den åttpassiga foten. På foten kan man bland annat se den danska adelsätten Moormans vapen. Släkten Moorman bodde på Lövestad kungsgård. Kalken renoverades enligt inskription på cuppan år 1770. År 1876 blev den ”tillökt och förnyad” av silversmeden Gabriel Dahlberg i Lund.
Patén är av förgyllt silver och donerades till kyrkan samtidigt som nattvardskalken från år 1606. På ovansidan är den prydd med en gravyr som föreställer av Kristus och apostlarna. En alternativ tolkning är berättelsen om Herrens besök hos Abraham i Mamres terbintlund, 1 Mos 18. Brämet har dekor i form av fyra Kristusmonogram eller Labarum, inskrivna i cirklar. På undersidan av paténen finns det instansat text.
Bland kyrkans ljuskronor kan nämnas den äldsta. Den är skänkt till kyrkan 1727 av den dåvarande kyrkoherde Christopher Brock och hans hustru Anna Giertsdotter Uppendick. Hon gifte sig först med faderns efterträdare Johan Ihre och sedan med Christopher Brock. Kronan är gjord av Skultuna Messingsbruk. Den är krönt med en figur som föreställer Jupiter.
Den äldsta kyrkklockan är från 1461. Lillklockan är helgad åt Rex Gloriæ. Storklockan är gjuten 1709 av klockgjutare Magnus Kiellström.

### Orgel
- 1875 byggde Anders Victor Lundahl, Malmö en orgel med 18 stämmor. Den invigdes lördagen 4 december 1875. Orgeln kostade 6 600 kr.[1] Orgelfasaden ritades av Johan Fredrik Åbom.
- 1932 byggde A. Mårtenssons Orgelfabrik AB, Lund en orgel med 20 stämmor.
- Den nuvarande orgeln byggdes 1959–1960 av Wilhelm Hemmersam, Köpenhamn och är en mekanisk orgel. Fasaden är från 1932 års orgel och en del stämmor är även från den orgeln.

| Huvudverk I     | Svällverk II       | Pedal        | Koppel |
| Principal 8'    | Gedackt 8´         | Subbas 16´   | I/P    |
| Rörflöjt 8'     | Principal 4'       | Gedackt 8´   | II/P   |
| Oktav 4'        | Rörflöjt 4'        | Oktav 4'     | II/I   |
| Gedacktflöjt 4' | Blockflöjt 2'      | Mixtur 3 fag |        |
| Quint 2 2/3'    | Sifflöjt 1'        | Fagott 16'   |        |
| Oktav 2'        | Sesquialtera 2 fag |              |        |
| Mixtur 3 fag    | Scharf 2 fag       |              |        |
| Dulcian 16'     | Krumhorn 8'        |              |        |
| Trumpet 8'      | Crescendosvällare  |              |        |